# Каин (роман)
«Каин» (порт. Caim) — последний роман Жозе Сарамаго. В Португалии издан в 2009 году, а русский перевод появился осенью 2010 года.

## Сюжет
В романе от лица Каина по-новому рассказывается о библейских событиях. Бог заключает с героем «договор о разграничении ответственности за смерть Авеля». Этот договор состоит в следующем: «Будешь ты скитальцем и изгнанником на земле. […] я поставлю некое знамение на твое чело, и никто не посмеет причинить тебе зло, а в расплату за мое благоволение постарайся и ты не сотворить никому никакого». Сразу же после заключения договора Каин отправляется в путь. Вскоре он оказывается в небольшом городке, где представляется Авелем и устраивается работать месильщиком глины. Через некоторое время в него влюбляется Лилит, жена Ноя, хозяина города, и Каин становится её любовником. Во время одной из прогулок Каина его пытаются убить разбойники, подосланные Ноем, но божье вмешательство не дает им этого сделать. Вернувшись, Каин все рассказывает Лилит, которая предлагает ему убить мужа, однако Каин отказывается. Через 2 недели Лилит сообщает о своей беременности, и Каин решает уйти, поскольку жители города будут считать отцом Ноя, а не его.
Продолжив путешествие, Каин попадает в другую местность, а возможно и в другое время. Здесь он становится свидетелем жертвоприношения Исаака. Но в отличие от библейского рассказа, жертвоприношение было остановлено не ангелом, а Каином, так как ангел немного опоздал. Затем Каин просыпается, и оказывается что он путешествовал и спас Исаака во сне.
Проснувшись, Каин оказывается вблизи строительства Вавилонской башни, а затем продолжает свой путь.
Каин снова встречает Авраама, однако во времени эта встреча находится до встречи перед жертвоприношением, и Авраам не узнаёт Каина. Вместе они отправляются в Содом, на поиски праведника.
Далее Каин совершит еще несколько подобных путешествий и окажется на горе Синай, под стенами Иерихона, а затем вернется в землю Нод, к Лилит и своему сыну Еноху. Однако через 2 недели он снова пропадет, и появляется уже в земле Уц и становится свидетелем истории Иова.
Последние 2 главы романа посвящены Ноеву ковчегу. Когда потоп оканчивается, Бог появляется возле ковчега, и видит, что выжил лишь один Каин. Таким образом человечество погибло, а Каин и Бог начали диалог, «с полной достоверностью можно утверждать
лишь, что спор их продолжается и доныне. А наша история окончена, и рассказывать больше нечего».